# سانت إيوسيبيو

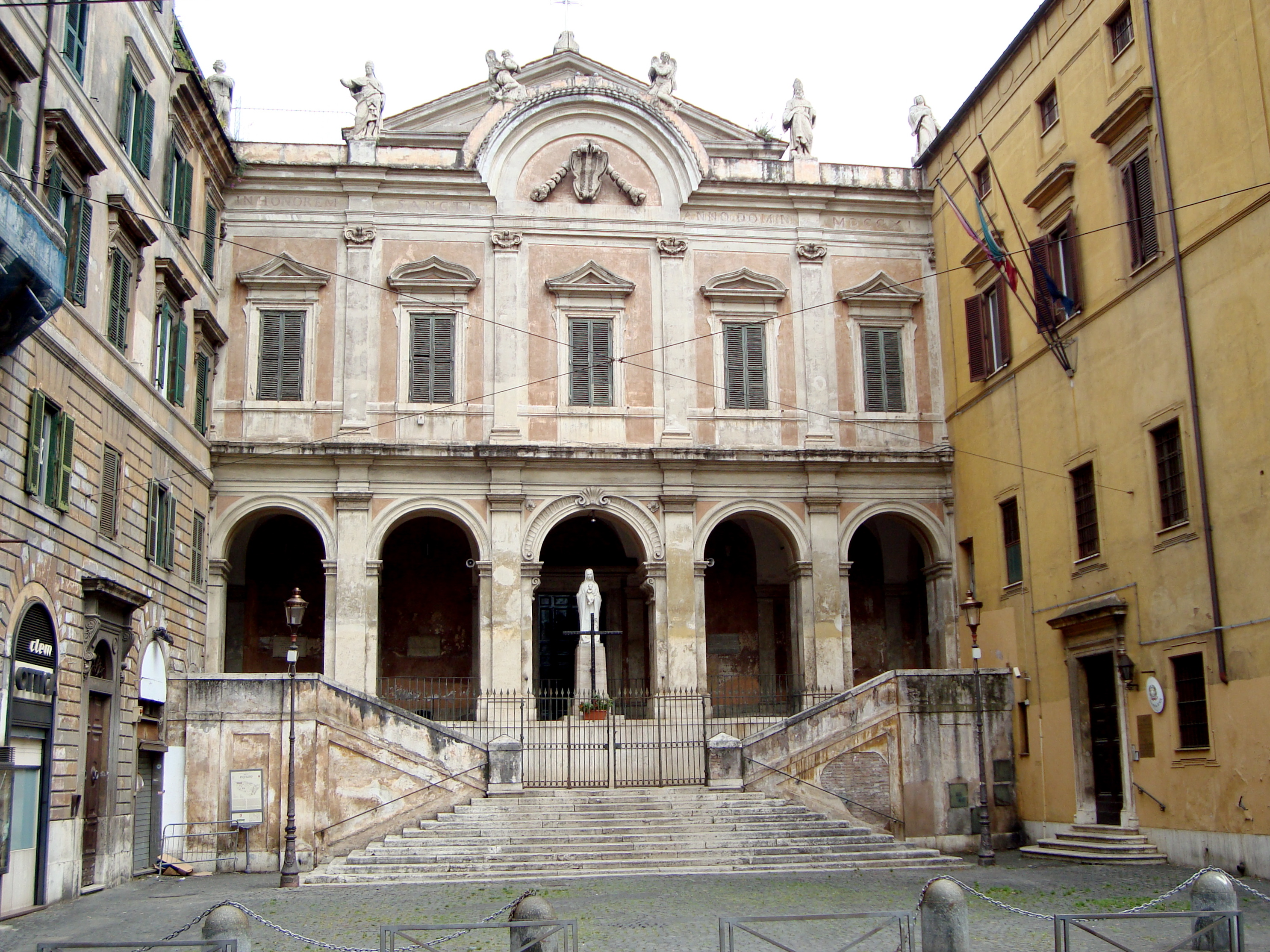
سانت إيوسيبيو

سانت إيوسيبيو هي بازيليكا في روما، مخصصة للقديس إيوسبيوس من روما، وهو شهيد من القرن الرابع، وبنيت في مونتي ريوني.